# سم بارکاس
سم بارکاس (به انگلیسی: Sam Barkas) بازیکن فوتبال زادهٔ ۲۹ دسامبر ۱۹۰۹ اهل کشور انگلستان که سابقهٔ بازی در تیم ملی فوتبال انگلستان را در کارنامهٔ خود دارد. وی در تاریخ ۹ مه ۱۹۳۶ نخستین بازی ملی خود را در مقابل تیم ملی فوتبال بلژیک انجام داد و با حضور در ۵ بازی ملی، در تاریخ ۱ دسامبر ۱۹۳۷ واپسین بازی ملی‌اش را در برابر تیم ملی فوتبال چکسلواکی برگزار کرد.